# Ryan Shotton
Ryan Collin Shotton (* 30. Oktober 1988 in Fenton) ist ein englischer Fußballspieler, der aktuell bei Melbourne Victory unter Vertrag steht.

## Karriere
In seiner Jugend schloss sich Shotton aufgrund zur Nähe zu seinem Heimatort Fenton Stoke City an. Bei Stoke durchlief er sämtliche Jugendmannschaften und unterzeichnete 2007 seinen ersten Profivertrag. Für die Saison 2007/08 wurde Shotton um Spielpraxis zu bekommen zum FC Altrincham ausgeliehen. Bei Altrincham kam er erst als Innenverteidiger und später als rechter Außenverteidiger zum Einsatz. Am Ende des Jahres wurde er als „Spieler des Jahres“ ausgezeichnet. Nach seiner Leihe bestritt Shotton am 26. August 2008 im League Cup gegen Cheltenham Town sein erstes Pflichtspiel für Stoke, als er in der 89 Minute eingewechselt wurde. Drei Tage später wurde er für einen Monat zu den Tranmere Rovers verliehen. In der Football League Trophy am 2. September bestritt er sein erstes Pflichtspiel gegen Accrington Stanley. Die ursprünglich für einen Monat begrenzte Leihe wurde schließlich bis zum Saisonende verlängert. Gegen Huddersfield Town konnte er beim 2:1-Sieg seine ersten beiden Tore für die Rovers erzielen. Am 23. September 2009 wurde Shotton für eine weitere Saison verliehen, diesmal, an den FC Barnsley. Auch hier avancierte er schnell zum Stammspieler und bestritt 30 Spiele in der Liga. Am 10. September 2010 verlängerte Shotton seinen Vertrag bei Stoke um zwei Jahre bis 2013. Im Dezember saß er erstmals in der Liga gegen Wigan Athletic auf der Bank, kam jedoch nicht zum Einsatz. Im FA Cup gegen Cardiff City am 9. Januar 2011 spielte Shotton über 90 Minuten. Am 30. April 2011 debütierte Shotton auch in der Liga, beim 0:0 gegen Blackpool. In der Europa League erzielte er gegen Hajduk Split sein erstes Tor in einem internationalen Wettbewerb. Am 28. August 2011 gelang ihm sein erstes Ligator für Stoke, als er in der 89 Minute den 1:0-Siegtreffer gegen West Bromwich Albion erzielte.